# تپه کپک لو ۲
تپه کپک لو ۲ مربوط به قرون اولیه اسلامی است و در شهرستان همدان، بخش مرکزی، دهستان سنگستان، ۳ کیلومتری روستای گرگوز واقع شده و این اثر در تاریخ ۲۳ بهمن ۱۳۸۵ با شمارهٔ ثبت ۱۷۱۳۷ به عنوان یکی از آثار ملی ایران به ثبت رسیده است.